# Erik Berg (arkitekt)
Erik Berg, född 29 juni 1938 i Vejle, Danmark, död 2023 i Stockholm, Sverige, var en dansk arkitekt.

## Biografi
Erik Berg var son till Victor Emanuel Sigvart Berg och Johanne Kirstine Petersen. Han fick sin mastergrad i arkitektur och industriell design vid konstakademins Arkitektskola i Köpenhamn 1965. Erik Berg verkade i sitt danska företag EBT ApS under tiden 1970–1990. Han gifte sig med svenska Med.Dr., docent Agnes Hermanson - Jarfas och bosatte sig i Stockholm där han verkade i sitt svenska företag, Erik Berg Arkitektkontor, EBA/Dansk Form AB, under tiden 1991–2015.
Erik Bergs produktion utgjordes av ett stort antal beställningsuppdrag inom en- och flerfamiljshus, student– och äldrebostäder, daghem och skolor, fabriks- och administrationsbyggnader, fritidshus samt ett flertal betydande renoverings uppdrag. Erik berg Arkitektkontor i Danmark vann femton arkitekttävlingar och alla vinnande projekt blev uppförda. Han blev vinnare av priset ”Årets fritidshus” i Bo Bedre. Betydande del av hans produktion utgjordes av äldrebostäder och vårdboenden med koncept att tillgodose av äldres olika behov av omsorg och vård på ett och samma ställe.
Hans produktion kännetecknas av förenklad, lättuppfattlig huvudidé, fina detaljer och sensitiv, god design. Såväl helheten som detaljerna är väl genomtänkta och utförda av material som kräver minimalt underhåll. Erik Bergs ledmotiv var att byggnaderna bör vara anpassade till platsen de ligger på och människorna som lever i. Hans trähusdesign har stark påverkan av amerikansk västkustarkitektur och Sea Ranch.
Under 20 års tid var Erik Berg lärare vid sitt gamla lärosäte – Konstakademins Arkitektskola i Köpenhamn – för att utbilda framtidens arkitekter. Han undervisade även som gästprofessor vid University of Adelaide, South Australia.
Erik Bergs stora fritidsintresse var segelflygning och han var en talangfull pilot med Guld C och tre diamanter.

## Anställningar
- 1966-1968 - Skidmore, Owens and Merrit Arkitektkontor i San Francisco, USA.
- 1969-1972 - Prof Jörgen Bo Arkitektkontor, Köpenhamn.
- 1973-2015 - Eget arkitektkontor

## Undervisning
- 1972-1991 - Undervisningsassistent vid Konstakademins Arkitektskola i Köpenhamn
- 1994 - Undervisning vid KTH i Stockholm
- 1995 - Gästprofessor vid Dept. of Architecture, University of Adelaide, South Australia
- 1995-1996 Undervisning i Nacka, Nynäshamn, Vallentuna och Tyresö gymnasier med eget kursprogram "Arkitektur för byggelever".

## Arkitekttävlingar 1974-2000
- 1a pris: 15
- 2a pris: 5
- 3e pris: 1
- Hedersomnämnande: 1

## Utställningar
- 1972 - Charlottenborg, Fritidshusutställning i Blovströd
- 1974 - Utställningshus i Horsens, Utställningshus i Stenballe
- 1977 - Charlottenborgs Vårutställning
- 1979 - Bygge för milliarder, Köpenhamn, LavEnergi 1979, Skive
- 1980 - Studiebyn i Humlebæk ; 1981 - ”Dit hus idag og i morgen”
- 1982 - ”Handværk 82”, Köpenhamn
- 1989 – Nordsjällands Flygmuseum
- 1992 – Fritidshus, Husexpo i Stockholm

## Uppförda byggnader 1969-2014
- 1969 - Eget fritidshus, Mosvej - Asserbo, Frederiksværk
- 1970 - SØRENSENS hus - Tisvilde / SAMBO 1+1 Fritidshus
- 24 hyresbostäder i Horsens
- 1971 - BOHRS-, ELBIRKS-, BONDESENS hus - Tisvilde / SAMBO 1+1 Fritidshus
- 1972 - OLSENS-, DYBKJÆRS hus - Nordsjælland / SAMBO 1+1 Fritidshus
- 1973 - H.C.ANDERSENS-, KRØJERS hus - Nordsjælland / SAMBO 1+1Fritidshus
- 1974 - NIELS-, WERNERS Hus - Nordsjælland / SAMBO 1+1 Fritidshus
- GLUDS-, WIIKS-, HUMLEHUSET - Nordsjælland / Fritidshus
- SAMBO SEKTIONSHUS, Stensballe - Horsens / Utställningsfamiljehus
- LERBAKKEN - Karlebo / SÅ-Lekpark
- 1975 - EGEN BOSTAD OCH KONTOR, Græsdammen - Gl. Holte
- SKULAN á TRØDNI - Thorshavn, Færøerne / SÅ-Specialskola
- MØLLEBAKKESKOLEN - Horsens / SÅ-Specialskola for handikappade
- RUDEGÅRDSALLE - Holte / SÅ-Lekpark
- BRD. JUSTESEN - Glostrup / Administrationsbyggnad
- 1976 - EGV-ROTARYPARKEN - Nykøbing Mors / 1. etapp - 34 kollektivbostäder, - EGV-TOFTEPARKEN - Viby Sj. / 1.etapp - Centralbyggnad, 14 bostäder
- 1977 - EGV-ANDEDAMMEN - Særslev / 12 kollektivbostäder
- EGV-KLOVENHØJ - Brædstrup / 1.etapp - 32 kollektivbostäder
- EGV-TOFTEGÅRDEN - Hasle / 1.etapp - 12 kollektivbostäder
- TOFTEBO - Gl Havdrup / 15 skyddade boenden
- SKADEN - Rønne / SÅ-skyddad verkstad
- 1978 - ROSENGÅRDEN - Vejle / 60 kollektivbostäder
- MARIAGERHUSET - Møllebakken, Mariager / Enfamiljshus
- JACOBSENS HUS - Bernstorffsvej, Charlottenlund / Enfamiljshus
- KIRK TELEFON - Horsens / Utvecklingsavdelning och fabriksbyggnad
- 1979 - GYLLINGS HUS - Højby Sj / Enfamiljshus
- LAVENERGI 79 - Skive / Utställningsfamiljehus
- EGV-TOFTEHØJEN - Viby Sj. / 2.etapp - 24 vårdbostäder, 12 bostäder,
- EGV-KLOVENHØJ - Brædstrup / 2. etapp - 12 kollektivbostäder
- EGV-TOFTEGÅRDEN - Hasle / 12 kollektivbostäder
- NY HOLTE SKOLE - Holte / Fritidshem
- 1980 - EGEN BOSTAD I STUDIEBYEN, Langebjergvej - Humlebæk
- LYKKESEJECENTRER - Søllested / 26 kollektivbostäder, 20 vårdboenden,
- NØDDEBO - Viby Sj / Lekpark
- SVANEN - Gadstrup / Lekpark
- 1981 - CHARLOTTEAGER - Hedehusene / Fritidshus
- 1982 - ZAHLESVEJ - Ringsted / 1.etapp - 24 vårdboenden, vårdhem
- RAVNS hus - Ebeltoft / Enfamiljshus
- EGV-TOFTEGÅRDEN - Hasle / 9 kollektivbostäder
- 1983 - KRIMINALPOLISEN - Roskilde / Polisstation
- ZAHLESVEJ - Ringsted / 2.etapp - 12 vårdboenden
- 1984 - SKAGHØJ - Hammel / 24 äldreboenden
- PRÆSTEMARKEN - Stubbekøbing / 24 kollektivbostäder
- TOFTELUNDEN - Hasle / 32 pensionärsbostäder
- BOESGÅRDPARKEN - Horslunde / 12 kollektivbostäder
- 1985 - KÆRVANG - Nykøbing Mors / Psykiatriskt vårdhem for 36 boenden
- EGV-ROTARYPARKEN - Nykøbing Mors / 2.etapp - 12 kollektivbostäder
- KILDEBO - Sakskøbing / 24 kollektivbostäder
- 1986 - EGEN BOSTAD och KONTOR, Moseskrænten 55 - Søborg
- TOFTEPARKEN - Ølstykke / 1.etapp - Äldreboende
- HOLTEN LAMINAIR - Allerød / Ny administrations- och fabriksbyggnad
- 1987 - BRD. PETERSEN - Allerød / Ny administrations- och fabriksbyggnad
- SAHVA, Borgervænget - København Ø / Fasadrenovering
- DISKONISSESTIFTELSEN - Frederiksberg / Totalrenovering 70 bostäder
- TOFTEPARKEN - Ølstykke / 2.etapp - 14 äldreboenden
- LOUIS POULSEN AS - Avedøre / Administrations- och fabriksbyggnad
- 1988 - MØRUP STOF - Tjørring / Ny administrations och stickningsfabrik
- 1991 - Byggsystemet STUGAN för permanent -och fritidsboende
- 1995 - Byggsystemet för Studentbostäder, såväl mobila som permanenta
- Studentbostäder i Huddinge
- 1996 - Tullgårdsskolan Hammarby Sjöstad – White Arkitekter. [2]
- 1990–2015 Permanent -och fritidsboenden i Sverige
- 2014 Lerkan fritidsboende funkisstugan Lunneviken Strömstad

## Resor
- USA 1958, 1966–1967, 1988
- Finland 1965, 1972, 1984, 1990
- Frankrike 1961,1965,1971,1985
- Italien 1962,1964, 1970
- Grekland och Jugoslavien 1964, 1974,1987,1991
- México 1966,1987
- Fjärran Östern (Undervisning) 1968
- Holland 1972
- Österrike 1986,1991
- Australien (föreläsning om dansk arkitektur) 1989, gästprofessor vid University of Adelaide; 1995
- Tanzania 1991
- Ungern 1991

## Publikationer och böcker

### Arkitekten
- 15/1967 - Nye arbejder af S.O.M.
- 7/1968 - Frank Lloyd Whight Imperial Hotel
- 16/1968 - Louis J. Kahn i Indien og Pakistan
- 24/1968 - Eget week-end hus
- 4/1971 - Den forvirrende lighed
- 19/1971- En klassisk studierejse til Rom
- 25/1972 - De nye franske feriebyer
- 3/1974 - Central Beheer-eksperimentet
- 5/1974 - Rietveld og udstillings¬bygninger
- 10/1974 - Ferie- og fritidsbosætning
- 11/1974 - Louis J. Kahn
- 3/1975 - Færøernes Specialskole - , Thorshavn
- 5/1977 - Et luft til luft varmepumpe¬system
- 1/1978 - Centre Pompidou i Paris
- 4/1979 - Superfos 0-energielement
- 9/1981 - En uge i kørestol på Hvilested
- 12/1981 - Omsorgscenter i Grindsted
- 19/1986 - Center for handikap

### Arkitektur
- 3/1972 - Fire enfamiliehus af Friis og Moltke
- 3/1972 - Fire fritidshuse
- 5/1972 - Kapelkrematirium i Ålborg & Århus
- 6/1972 - Ledoux - og hans idealby
- 1/1973 - Gassehaven i Holte
- 1/1973 - Esperanza i Landskrona
- 3/1973 - Forbrændingsanstalt og kraftværk
- 3/1973 - Kastrup Holmegaards Glasværk
- 4/1976 - To fritidshuse med udsigt
- 1/1977 - Egen bolig & Tegnestue i Gl. Holte
- 6/1977 - To skoler og børnehave
- 2/1983 - Om at bygge nyt for ældre
- 2/1983 - Toftehøjen i Viby
- 2/1983 - Rotaryparken i Nykøbing Mors

### TEGL
- 2/1974 - Ferie- og Fritidsbosætning
- 3/1974 - Tæt lav på Mykonos
- 3/1976 - Amster-damskolen
- 4/1976 - Dudok og Hilversum
- 1/1977 - Om glæden ved at bygge
- 4/1979 - SAMBO - på Lav- Energi 79 i Skive
- 6/1989 - Mörup Stof

### Bo Bedre
- 9/1972 - Fritidshus hele året
- 3/1973 - Årets Feriehus
- 9/1974 - Skal vi aldrig mere bo i glashus -
- 2/1975 - FREMTIDENS HUS
- 11/1977 - Den der bor i glashus ....
- 9/1982 - "Vor udestue, husets vigtigste rum"

### DPA
- 10/1974 - Færøernes Specialskole
- 4/1981 - Boligen skal udspringe af beboernes livsstil - ikke omvendt

### White Arkitekter
- 1991 - Eriksdalsskolorna
- 1991 - Man skall bo bra
- 1991 - Nya Läroplaner
- 1992 - En skolbok

### FLYV
(Artiklar om Segelflygning)
- 1972/5 - Et svæveflyvecenter
- 1986 - Vol a Voale en Provence
- 1988/9 - Nordsjællands Flymuseum
- 1989/2 - Verdens fornemste flymuseum
- 1991/6 - Våger över Ottsjö
- 1992/3 - Ålleberg lever stadig
- 1992/11 - Et "nyt" svæveflyveparadis
- 1992/12 - To svævefly i "økonomiklase"
- 1993/5 - Klar til 23rd WGC
- 1995/12 - Historien om Windex
- 1996/4 - VM under the Long White Cloud

### Böcker
(om segelflygning)
- 1993 Stories by GREAT GLIDER PILOTS all over the World - Part 1
- 1995 Stories by GREAT GLIDER PILOTS all over the World - Part 2
- 1997 Segelflieger- Erlebnisberichte aus aller Welt - Teil 1
- 1997 Segelflieger- Erlebnisberichte aus aller Welt - Teil 2